# Le Prix d'un homme
Pour l’article homonyme, voir Le Prix d'un homme (Simenon).
Pour plus de détails, voir Fiche technique et Distribution.
Le Prix d'un homme (This Sporting Life) est un film britannique réalisé par Lindsay Anderson, sorti en 1963. L'acteur principal du film obtient le Prix d'interprétation au Festival de Cannes en 1963 pour son rôle (pour lequel il fut aussi nommé aux Oscars et aux British Awards).

## Synopsis
Début des années 1960. Frank Machin, un mineur de Wakefield, petite cité du Yorkshire, est épris de sa logeuse. Il devient champion de rugby à XIII, ce qui lui vaut une célébrité certaine dans cette région et qui connait de ce fait une véritable ascension sociale.

## Fiche technique
- Titre : Le Prix d'un homme
- Titre original : This Sporting Life
- Réalisation : Lindsay Anderson
- Scénario : David Storey d'après son roman
- Images : Denys N. Coop
- Musique : Roberto Gerhard
- Montage : Peter Taylor
- Production : Karel Reisz
- Pays de production : Royaume-Uni
- Format : Noir et Blanc - 1,66:1
- Genre : Drame
- Durée : 134 minutes
- Date de sortie : janvier 1963

À noter que de nombreux plans de ce film ont été tournés au stade de Belle Vue à Wakefield. Un écrin sportif toujours en activité fin des années 2010, puisqu'il est le terrain attitré du club de rugby à XIII de Wakefield.

## Distribution
- Richard Harris : Frank Machin
- Rachel Roberts : Mme Margaret Hammond
- Alan Badel : Gerald Weaver
- William Hartnell : "Dad" Johnson
- Colin Blakely : Maurice Braithwaite
- Vanda Godsell : Mme Anne Weaver
- Anne Cunningham : Judith
- Jack Watson : Len Miller
- Arthur Lowe : Charles Slomer
- Harry Markham : Wade
- Glenda Jackson : Une chanteuse (non créditée)